# Leucospis africana
Leucospis africana is een vliesvleugelig insect uit de familie Leucospidae. De wetenschappelijke naam is voor het eerst geldig gepubliceerd in 1907 door Cameron.